# Gleb Chichmariov
Gleb Semionovitch Chichmariov (en russe : Глеб Семёнович Шишмарёв), né en 1781, décédé le 3 novembre 1835 à Saint-Pétersbourg.
Amiral et explorateur russe. Son voyage d'études sur la côte de l'Alaska à l'époque peu connue le rendit célèbre.

## Biographie
De 1835 à 1818, Gleb Semionovitch Chichmariov accompagna l'Allemand Otto von Kotzebue (1787-1846) dans son voyage en Alaska mais également dans le reste du monde. 
En 1820, de retour en Alaska, Gleb Semionovitch Chichmariov commanda le navire Blagonamierennie et accompagna le Lieutenant Mikhaïl Nikolaïevitch Vassiliev sur le Otkrietie. Tous deux pénétrèrent dans la mer des Tchouktches et explorèrent les côtes de l'Alaska du golfe de Kotzebue au Icy Cape (en) et plus tard de Norton Sound au Cape Newenham (en).
Le nom de cet explorateur russe est parfois orthographié Shishmaref comme aux États-Unis.

## Lieux portant son nom
- Shishmaref : Ville située en Alaska
- Îlet Shishmaref : lagune côtière en mer des Tchouktches face aux côtes de l'Alaska.

## Sources
- (en) Cet article est partiellement ou en totalité issu de l’article de Wikipédia en anglais intitulé « Gleb Shishmaryov » (voir la liste des auteurs).